# Седунов, Артём Петрович
Артём Петрович Седунов (род. 18 января 1988, Омск) — российский хоккеист, защитник; тренер.

## Биография
Воспитанник омского хоккея. Начинал играть в первой лиге в командах «Омские ястребы» (2005/06), «Авангард-2» (2006/07 — 2007/08), «Югра-Университет» Ханты-Мансийск (2008/09). Два сезона провёл в чемпионате Казахстана, выступая за «Казахмыс» Сатпаев. В сезонах 2011/12 — 2012/13 играл в ВХЛ за тольяттинскую «Ладу». 23 мая 2013 года подписал двухлетний контракт в клубом КХЛ «Амур» Хабаровск. В 40 матчах набрал 1 (0+1) очко. 17 июня 2014 года на драфте расширения КХЛ был выбран ХК «Сочи». Провёл за клуб 7 матчей, с ноября играл за «Кубань» в ВХЛ. 1 мая 2015 года подписал двухлетний двухсторонний контракт с «Сочи», но 6 августа соглашение было расторгнуто. В дальнейшем выступал в ВХЛ за «Химик» Воскресенск (2015/16), «Рязань» (2016/17 — 2018/19) и «Молот-Прикамье» (2019/20).
Перед сезоном-2020/21 вернулся в «Рязань», но перед стартом чемпионата завершил игровую карьеру и стал тренером команды по ОФП. В сезоне 2021/22 — главный тренер команды НМХЛ «Рязань-ВДВ». Перед началом сезона 2022/23 вошёл в тренерский штаб «Рязани-ВДВ» в ВХЛ в качестве тренера защитников. 18 сентября 2022 года, после расторжения контракта с Александром Ардашевым, был назначен исполняющим обязанности главного тренера. С 25 ноября — главный тренер команды. 12 декабря 2023 года расторг контракт с «Рязань-ВДВ». 23 декабря назначен тренером по работе с защитниками новокузнецкого «Металлурга».